# جائزة الحسن للشباب
جائزة الحسن للشباب انبثقت فكرة الجائزة من جائزة دوق إدنبرة التي أسست عام 1956م في بريطانيا وسرعان ما انتشرت في دول العالم وبمسميات مختلفة حتى غدت جائزة وطنية، وقد بُدأ بتطبيق برامج جائزة الحسن للشباب عام 1984م كمشروع تجريبي وفي عام 1988م شكل لها مجلس إدارة برئاسة الأمير الحسن بن طلال ونفذ المشروع في عدد من المدارس وانتشر في باقي مناطق المملكة، وتعد الجائزة منهاجا لبرامج وأنشطة ثقافية وحرفية ورياضية ومغامرات.
يركز برنامج الجائزة على:
1. المهارات
2. الرحلات الاستكشافية
3. النشاط الرياضي
4. الخدمات.

و تتألف الجائزة من ثلاثة مستويات لكل مستوى متطلبات محددة ويترتب على إنجازها نيل جائزة مستقلة تمكن المشترك من الانتقال إلى مستوى أعلى وهذه المستويات هي: البرونزية والفضية والذهبية.
فلسفة الجائزة
تهدف الجائزة إلى تنشئة شباب متكامل الشخصية يتمتع بروح التصميم والابتكار ويتحلى بروح التعاون والولاء للوطن والتطوع لخدمة المجتمع وتغرس في نفوسهم سلوكات وقيما حميدة.